# Syngamia latimarginalis
Syngamia latimarginalis là một loài bướm đêm trong họ Crambidae.